# نيمانيا نيكوليتش
نيمانيا نيكوليتش (بالصربية: Немања Николић)‏ (بالصربية: Немања Николић) (مواليد 31 ديسمبر 1987) لاعب كرة قدم مجري الجنسية يلعب حاليا لصالح نادي ليغيا وارسو البولندي.

## روابط خارجية
- نيمانيا نيكوليتش على موقع الاتحاد الدولي (مؤرشف)  (الإنجليزية)
- نيمانيا نيكوليتش على موقع الاتحاد الأوربي (الإنجليزية)
- نيمانيا نيكوليتش على موقع اتحاد المجر (الهنغارية)
- نيمانيا نيكوليتش على موقع اتحاد تركيا (لاعب) (الإنجليزية)
- نيمانيا نيكوليتش على موقع الدوري الأمريكي (الإنجليزية)
- نيمانيا نيكوليتش على موقع قاعدة بيانات كرة القدم.إي يو (الإنجليزية)
- نيمانيا نيكوليتش على موقع ناشيونال فوتبول تيمز (الإنجليزية)
- نيمانيا نيكوليتش على موقع Soccerbase.com (لاعب) (الإنجليزية)
- نيمانيا نيكوليتش على موقع Soccerway.com (الإنجليزية)
- نيمانيا نيكوليتش على موقع عالم كرة القدم.نت (الإنجليزية)

- Nemanja Nikolić